# Amapalea brasiliana
Amapalea brasiliana is een spinnensoort in de taxonomische indeling van de Trechaleidae.
Het dier behoort tot het geslacht Amapalea. De wetenschappelijke naam van de soort werd voor het eerst geldig gepubliceerd in 2006 door E. L. C. Silva & A. A. Lise.